# Румски пашалук
Вилајет Рум је османлијска провинција у сјеверној Анадолији. Провинција Рум је основана након што је ову област освојио султан Бајазит I, током 1390-их. Провобитно, главни град провинције је била Амасја, а касније Сивас. Рум је иначе старо турско селџучко име за Анадолију, и означавало је Источно римско царство.